# Municipio de Putnam (condado de Fayette)
El municipio de Putnam (en inglés: Putnam Township) es un municipio ubicado en el condado de Fayette en el estado estadounidense de Iowa. En el año 2010 tenía una población de 313 habitantes y una densidad poblacional de 3,31 personas por km².

## Geografía
El municipio de Putnam se encuentra ubicado en las coordenadas 42°41′11″N 91°40′0″O / 42.68639, -91.66667. Según la Oficina del Censo de los Estados Unidos, el municipio tiene una superficie total de 94.56 km², de la cual 94,5 km² corresponden a tierra firme y (0,06 %) 0,06 km² es agua.

## Demografía
Según el censo de 2010, había 313 personas residiendo en el municipio de Putnam. La densidad de población era de 3,31 hab./km². De los 313 habitantes, el municipio de Putnam estaba compuesto por el 98,72 % blancos, el 0,64 % eran asiáticos y el 0,64 % eran de una mezcla de razas. Del total de la población el 1,28 % eran hispanos o latinos de cualquier raza.